# Dyskografia T-ary
Dyskografia T-ary – południowokoreańskiej grupy.

## Albumy

### Albumy studyjne
| Rok                                            | Dane dot. albumu | Najwyższa pozycja | Najwyższa pozycja | Sprzedaż       | Certyfikaty  |            |
| Rok                                            | Dane dot. albumu | KOR (Gaon)        | JPN (Oricon)      | Sprzedaż       | Certyfikaty  |            |
| Koreańskie                                     | Koreańskie | Koreańskie        | Koreańskie        | Koreańskie     | Koreańskie   | Koreańskie |
| ---------------------------------------------- | --- | ----------------- | ----------------- | -------------- | ------------ | ---------- |
| 2009                                           | Absolute First Album - Wydany: 27 listopada 2009 - Wytwórnia: Core Contents Media - Format: CD, digital download                              | 2                 | —                 |                |              |            |
| 2010                                           | Breaking Heart - Repackage albumu Absolute First Album - Wydany: 3 marca 2010 - Wytwórnia: Core Contents Media - Format: CD, digital download | 2                 | —                 | - KOR: 40 695+ |              |            |
| Japońskie                                      | |                   |                   |                |              |            |
| 2012                                           | Jewelry box - Wydany: 6 czerwca 2012 - Wytwórnia: EMI Music Japan - Format: CD, digital download                                              | –                 | 2                 | - JPN: 104 478 | - JPN: Złota |            |
| 2013                                           | TREASURE BOX - Wydany: 8 sierpnia 2013 - Wytwórnia: EMI Music Japan - Format: CD, digital download                                            | –                 | 4                 | - JPN: 18 814+ |              |            |
| 2014                                           | Gossip Girls - Wydany: 14 maja 2014 - Wytwórnia: Universal Music Japan - Format: CD, digital download                                         | –                 | 7                 | - JPN: 10 463+ |              |            |
| "–" oznacza, że wydawnictwo nie było notowane. | |                   |                   |                |              |            |

### Minialbumy
| 2010                                           | Vol.2 Temptastic - Wydany: 1 grudnia 2010 - Wytwórnia: Core Contents Media - Format: CD, digital download                                                                                             | 2 | —   | - KOR: 36 623+             |
| 2011                                           | John Travolta Wannabe (존트라볼타 워너비) - Wydany: 30 czerwca 2011 - Wytwórnia: Core Contents Media - Format: CD, digital download                                                                   | 3 | —   | - KOR: 54 295+             |
| 2011                                           | Roly-Poly in Copacabana (Roly-Poly in 코파카바나 (미니 리패키지)) - Repackage albumu John Travolta Wannabe - Wydany: 22 sierpnia 2011 - Wytwórnia: Core Contents Media - Format: CD, digital download | 3 | —   | - KOR: 54 295+             |
| 2011                                           | Black Eyes - Wydany: 11 listopada 2011 - Wytwórnia: Core Contents Media - Format: CD, digital download                                                                                                | 2 | —   | - KOR: 127 203+            |
| 2012                                           | Funky Town - Repackage albumu Black Eyes - Wydany: 3 stycznia 2012 - Wytwórnia: Core Contents Media - Format: CD, digital download                                                                    | 1 | 31  | - KOR: 127 203+            |
| 2012                                           | DAY BY DAY - Wydany: 3 lipca 2012 - Wytwórnia: Core Contents Media - Format: CD, digital download | 5 | 28  | - KOR: 74 911+             |
| 2012                                           | MIRAGE - Repackage albumu DAY BY DAY - Wydany: 3 września 2012 - Wytwórnia: Core Contents Media - Format: CD, digital download                                                                        | 2 | 46  | - KOR: 74 911+             |
| 2013                                           | AGAIN - Wydany: 10 października 2013 - Wydany ponownie: 4 grudnia 2013 (Again 1977); 14 grudnia 2013 (White Winter) - Wytwórnia: Core Contents Media - Format: CD, digital download                   | 2 | 45  | - KOR: 43 319+             |
| 2014                                           | And & End (슈가프리) - Wydany: 11 września 2014 - Wytwórnia: Core Contents Media, KT Music - Format: CD, digital download                                                                             | 2 | 66  | - KOR: 20 677+             |
| 2015                                           | So Good - Wydany: 4 sierpnia 2015 - Wytwórnia: MBK Entertainment, Interpark INT - Format: CD, digital download                                                                                        | 4 | —   | - KOR: 20 695+             |
| 2016                                           | Remember - Wydany: 9 listopada 2016 - Wytwórnia: MBK Entertainment - Format: CD, digital download | 4 | 158 | - KOR: 17 977+ - JPN: 407+ |
| 2017                                           | What’s My Name? - Wydany: 14 czerwca 2017 - Wytwórnia: MBK Entertainment, Interpark INT - Format: CD, digital download                                                                                | 4 | 159 | - KOR: 39 453+             |
| "–" oznacza, że wydawnictwo nie było notowane. | |   |     |                            |

### Kompilacje
| 2012                                           | T-ARA's Best of Best 2009–2012 ～Korean ver.～ - Wydany: 10 października 2012 - Wytwórnia: EMI Music Japan - Format: CD, digital download  | 14 | - JPN: 13 179+ |
| 2014                                           | T-ara Single Complete Best Album "Queen of Pops" - Wydany: 22 lipca 2014 - Wytwórnia: Universal Music Japan - Format: CD, digital download | 33 |                |
| "–" oznacza, że wydawnictwo nie było notowane. | |    |                |

### Remix albumy
| 2012                                           | T-ARA's Free Time in Paris & Swiss - Wydany: 12 października 2012 - Wytwórnia: EMI Music Japan - Format: CD, digital download              | 3 | - KOR: 15 270+ |
| 2014                                           | EDM CLUB Sugar Free Edition (슈가프리 EDM 앨범) - Wydany: 24 września 2014 - Wytwórnia: Core Contents Media - Format: CD, digital download | 3 | - KOR: 9434+   |
| "–" oznacza, że wydawnictwo nie było notowane. | |   |                |

## Single

### Koreańskie single
Single album
| Rok  | Dane dot. płyty                                                                              | Najwyższa pozycja | Sprzedaż       |
| Rok  | Dane dot. płyty                                                                              | KOR (Gaon)        | Sprzedaż       |
| ---- | -------------------------------------------------------------------------------------------- | ----------------- | -------------- |
| 2021 | Re:T-ara - Wydany: 15 listopada 2021 - Wytwórnia: Dingo Music - Format: CD, digital download | 6                 | - KOR: 53 956+ |

Cyfrowe
| 2009 | „Geojitmal”                                                   | x  | x  |                   | Absolute First Album  |
| 2009 | „TTL (Time To Love)” (wspólnie z Supernova)                   | x  | x  |                   | Absolute First Album  |
| 2009 | „TTL Listen 2”                                                | x  | x  |                   | Absolute First Album  |
| 2009 | „Bo Peep Bo Peep”                                             | 2  | x  | - KOR: 1 609 112  | Absolute First Album  |
| 2009 | „Choeumcheoreom (처음처럼)”                                   | 4  | x  | - KOR: 1 853 952+ | Absolute First Album  |
| 2010 | „Neo ttaemun-e michyeo (너 때문에 미쳐)”                      | 1  | x  | - KOR: 3 042 224+ | Absolute First Album  |
| 2010 | „Naega neomu apa (내가 너무 아파)”                            | 31 | x  | - KOR: 1 222 554+ | Absolute First Album  |
| 2010 | „Wae Ireoni (왜 이러니)”                                      | 4  | x  | - KOR: 1 058 623+ | Vol.2 Temptastic      |
| 2010 | „Yayaya”                                                      | 5  | x  |                   | Vol.2 Temptastic      |
| 2011 | „Roly-Poly”                                                   | 2  | 4  | - KOR: 4 077 885+ | John Travolta Wannabe |
| 2011 | „Roly-Poly in Copacabana” (kor. Roly-Poly in 코파카바나)      | 45 | 73 | - KOR: 269 221+   | John Travolta Wannabe |
| 2011 | „Cry Cry”                                                     | 1  | 1  | - KOR: 2 662 575+ | Black Eyes            |
| 2011 | „We were in love” (kor. 우리 사랑했잖아) (wspólnie z Davichi) | 1  | 2  | - KOR: 2 687 535+ | Black Eyes            |
| 2012 | „Lovey-Dovey”                                                 | 1  | 1  | - KOR: 3 758 864+ | Black Eyes            |
| 2012 | „DAY BY DAY”                                                  | 2  | 2  | - KOR: 2 149 549+ | DAY BY DAY            |
| 2012 | „Sexy Love”                                                   | 4  | 3  | - KOR: 1 542 191+ | Mirage                |
| 2013 | „Jeon Won Diary” (kor. 전원일기 (田園日記)) (jako T-ara N4)   | 11 | 15 | - KOR: 589 372+   | Jeon Won Ilgi         |
| 2013 | „No.9” (kor. 넘버나인)                                        | 5  | 4  | - KOR: 564 694+   | AGAIN                 |
| 2013 | „Because I Know” (kor. 느낌 아니까)                           | 41 | 21 | - KOR: 110 499+   | AGAIN                 |
| 2013 | „Do You Know Me?” (kor. 나 어떡해)                            | 19 | 15 | - KOR: 177 430+   | Again 1977            |
| 2013 | „Hide & seek” (kor. 숨바꼭질)                                 | 37 | 43 |                   | White Winter          |
| 2014 | „Sugar Free” (BigRoom version)                                | 36 | –  | - KOR: 122 491+   | And & End             |
| 2015 | „So Crazy” (kor. 완전 미쳤네)                                 | 33 | –  | - KOR: 117 039+   | So Good               |
| 2016 | „Tiamo”                                                       | 81 | –  | - KOR: 25 552+    | Remember              |
| 2017 | „What’s My Name?” (kor. 내 이름은)                            | 79 | –  | - KOR: 25 716+    | What’s My Name?       |
| "–" oznacza, że wydawnictwo nie było notowane. "×" oznacza, że w danym okresie lista nie istniała lub nie została zarchiwizowana. |                                                               |    |    |                   |                       |

### Japońskie single
| 2011                                           | „Bo Peep Bo Peep”                                                                      | 1  | 1  | - JPN: 100 000+ (certyfikat: Złota) | Jewelry box  |
| 2011                                           | „yayaya”                                                                               | 7  | 6  | - JPN: 46 976                       | Jewelry box  |
| 2012                                           | „Roly-Poly”                                                                            | 3  | 5  | - JPN: 48 644+                      | Jewelry box  |
| 2012                                           | „Lovey-Dovey”                                                                          | 9  | 11 | - JPN: 19 245+                      | Jewelry box  |
| 2012                                           | „Day by Day”                                                                           | –  | 16 |                                     | TREASURE BOX |
| 2012                                           | „Sexy Love”                                                                            | 4  | 5  | - JPN: 48 488                       | TREASURE BOX |
| 2013                                           | „Bunny Style!” (jap. バニスタ!)                                                        | 2  | 3  | - JPN: 69 628                       | TREASURE BOX |
| 2013                                           | „TARGET”                                                                               | 12 | 27 | - JPN: 15 608                       | TREASURE BOX |
| 2013                                           | „NUMBER NINE/Kioku ~Kimi ga kureta michishirube~” (NUMBER NINE / 記憶~君がくれた道標~) | 13 | 62 | - JPN: 18 105                       | Gossip Girls |
| 2014                                           | „Lead the Way/La’boon”                                                                 | 8  | 46 | - JPN: 16 400                       | Gossip Girls |
| "–" oznacza, że wydawnictwo nie było notowane. |                                                                                        |    |    |                                     |              |

### Występy gościnne
| 2009                                           | „Yeoseong Shidae/Yeongwonhan Sarang (여성시대)” (wspólnie z SeeYa i Davichi) | X  | X | X  |                 |
| 2010                                           | „Wonder Woman (원더우먼)” (wspólnie z SeeYa i Davichi)                       | –  | — | X  |                 |
| 2013                                           | „Painkiller (진통제)” (wspólnie z The SeeYa, F-ve Dolls i SPEED)             | 11 | – | 13 | - KOR: 259 140+ |
| 2013                                           | „Bikini (비키니)” (wspólnie z Davichi feat. Skull)                           | 20 | – | 11 | - KOR: 168 851+ |
| 2014                                           | Little Apple (wspólnie z Chopstick Brothers)                                 | –  | 4 | —  | - KOR: 5849+    |
| "–" oznacza, że wydawnictwo nie było notowane. |                                                                              |    |   |    |                 |

### Single promocyjne
| 2010                                           | „We Are the One”      | 4  | —  |              |
| 2010                                           | „TWENTYth Urban”      | –  | —  |              |
| 2011                                           | „Beautiful Girl”      | –  | —  |              |
| 2011                                           | „Log-in”              | –  | —  |              |
| 2011                                           | „Bingeul Bingeul”     | 18 | 10 | Yeon Ga 2012 |
| 2014                                           | „First Love” (FT. EB) | 31 | 22 | All Star     |
| "–" oznacza, że wydawnictwo nie było notowane. |                       |    |    |              |

## Soundtrack
- 2009: "Good Person (Version 1)" (z Cinderella Man OST)